# Anolis urraoi
Anolis urraoi — вид ігуаноподібних ящірок родини анолісових (Dactyloidae). Ендемік Колумбії.

## Поширення і екологія
Anolis urraoi мешкають в муніципалітеті Уррао на південному заході департаменту Антіокія. Вони живуть в гірських тропічних лісах Анд, на висоті від 1700 до 2220 м над рівнем моря.